# Ровковичский сельсовет
Ровковичский сельсовет (бел. Роўкавіцкі сельсавет) — административная единица на территории Чечерского района Гомельской области Белоруссии. Административный центр — агрогородок Ровковичи.

## История
Создан 26 апреля 1919 года в составе Чечерской области Гомельского уезда Гомельской губернии РСФСР. С 8 декабря 1926 года в Чечерском районе, с 25 декабря 1962 года в Буда-Кошелёвском районе, с 6 января 1965 года снова в Чечерском районе Гомельского округа БССР.
16 июля 1954 года в состав сельсовета вошла территория упразднённого Дудичского сельсовета, 29 октября 1959 года — Мотневичского сельсовета, 20 мая 1991 года — Крутоевского сельсовета, 20 июня 1991 года — Холочского сельсовета.
29 сентября 2011 года на территории сельсовета были упразднены населённые пункты Белица, Болтово, Вольск, Дудичи, Заложье, Заря, Канавы, Красное, Новохолочье, Новый Путь, Поскубовка, Слободка, Ясная Поляна. 
Также были упразднены населённые пункты Дубровка, Максимовка, Шапрудовка.

## Состав
Ровковичский сельсовет включает населённые пункты:
- Алексеевка — посёлок
- Васильевский — посёлок
- Гольч — посёлок
- Дружбичи — деревня
- Кораблище — деревня
- Крутое — деревня
- Кураки — деревня
- Лукомские Поплавы — деревня
- Любимое — посёлок
- Медвежье — деревня
- Мотневичи — агрогородок
- Науховичи — деревня
- Никольск — посёлок
- Подозерье — посёлок
- Репище — посёлок
- Ржавец — посёлок
- Ровковичи — агрогородок
- Рудня Дудичская — деревня
- Сойки — посёлок
- Холочье — деревня